# Cybaeus hibaensis
Cybaeus hibaensis är en spindelart som beskrevs av Yoh Ihara 1994. Cybaeus hibaensis ingår i släktet Cybaeus och familjen vattenspindlar. Inga underarter finns listade i Catalogue of Life.